# 前625年
| 千纪： | 前1千纪 |
| 世纪： | 前8世纪 \| 前7世纪 \| 前6世纪 |
| 年代： | 前650年代 \| 前640年代 \| 前630年代 \| 前620年代 \| 前610年代 \| 前600年代 \| 前590年代                                                                                           |
| 年份： | 前630年 \| 前629年 \| 前628年 \| 前627年 \| 前626年 \| 前625年 \| 前624年 \| 前623年 \| 前622年 \| 前621年 \| 前620年                                                             |
| 纪年： | 周襄王二十七年 魯文公二年 齊昭公八年 晉襄公三年 秦穆公三十五年 宋成公十二年 楚穆王元年 衛成公十年 陳共公七年 蔡庄侯二十一年 曹共公二十八年 郑穆公三年 燕襄公三十三年 杞桓公十二年 |

## 大事记
- 秦将百里孟明视率兵伐晋，战于彭衙，被晉中軍元帥先且居擊敗。
- 冬，晋、宋、陈、郑联军伐秦，夺取汪、彭衙二邑。
- 米底人和巴比伦人声称他们从亚述独立并進攻尼尼微。